# Провітрювання шахт
Провітрювання шахт (рос. проветривание шахт, англ. ventilation of mines, нім. Grubenbelüftung f, Grubenbewetterung f) — стійке і тривале підтримання в очисних, підготовчих і взагалі в усіх діючих гірничих виробках атмосфери в стані належної чистоти за складом та теплової ефективності відповідно до тяжкості праці. Розрізняють П.ш. природне (тяга повітря по виробках здійснюється за рахунок різниці температур повітря на поверхні і в підземних виробках) і штучне (тяга здійснюється вентиляторами шляхом нагнітання свіжого повітря в шахту або відсмоктування забрудненого з шахти).

## Історія

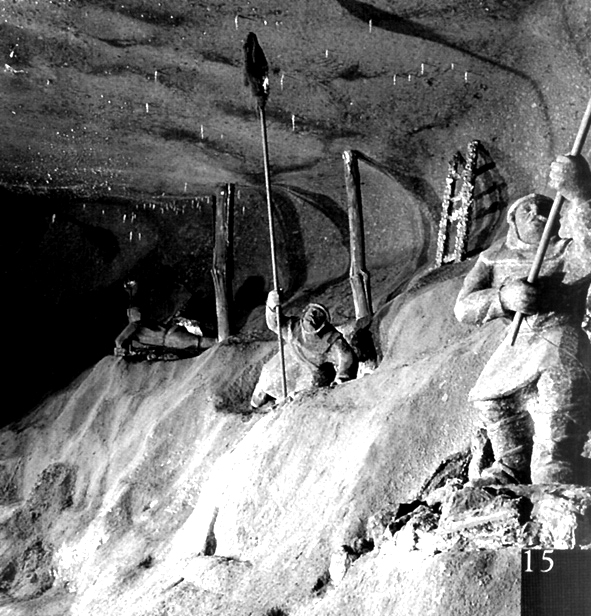
Покутники. Скульптурна композиція в шахті-музеї "Велічка", Польща.

У пізньому середньовіччі для вентиляції використовували природну депресію (див. De Re Metallica), а пізніше також парові повітрянодувні машини. Для провітрювання вибоїв застосовували шахтні вентилятори з ручним приводом, а з кінця XIX ст. — з електричним. Недостатня інтенсивність вентиляції часто призводила до накопичення гримучого газу і/або метану у небезпечних концентраціях, який міг вибухнути при використанні відкритих ламп. На жаль, Донбас зазнав багато трагічних випадків, пов'язаних з цією проблемою. Одним із способів запобігання цьому лиху (знаним ще з середньовіччя) було випалювання газу, який збирався у покрівлі виробок. Оскільки шахтарі працювали тоді тільки вдень, то вночі у виробки спускалися гірники-газопали (так звані «покутники»), які, одягнені у захисну одіж, повзли виробками з піднятими до покрівлі факелами. Газ, що був легшим за повітря, скупчувався саме там. Якщо його було небагато, він випалювався без вибуху, але траплялися випадки, коли гірники-газопали не поверталися зі своєї нічної зміни…

## Сучасність

### Відокремлене провітрювання гірничих виробок
Провітрювання гірничих виробок відокремлене (часткове) — провітрювання, при якому вентиляційний струмінь омиває або одну виїмкову дільницю (блок) з примикаючими до нього підготовчими виробками, або один очисний вибій, або вибій підготовчої виробки.

### Низхідне провітрювання гірничих виробок
Низхідне провітрювання гірничих виробок — провітрювання, при якому вентиляційний струмінь рухається по мережі гірничих виробок згори вниз. Застосування Н.п. вкрай обмежене Правилами безпеки. Це пояснюється тим, що при Н.п.в. засоби транспорту працюють на висхідному струмені повітря, внаслідок чого, зокрема, підвищується запиленість повітря на відкатному штреку.